# Pycnomerinx moremensis
Pycnomerinx moremensis är en tvåvingeart som beskrevs av H. Oldroyd 1974. Pycnomerinx moremensis ingår i släktet Pycnomerinx och familjen rovflugor.
Artens utbredningsområde är Botswana. Inga underarter finns listade i Catalogue of Life.